# Erwin Pirklbauer
Erwin Pirklbauer (* 12. Mai 1968) ist ein ehemaliger österreichischer Leichtathlet.

## Sportliche Karriere
Erwin Pirklbauer startete für den SK VÖEST Linz. Bei den Österreichischen Staatsmeisterschaften gewann er von 1992 bis 2000 neun Meistertitel im Diskuswurf. Im Kugelstoßen siegte er 1998, 2000, 2002 und 2003.

## Bestleistungen
- Kugel: 18,63 Meter am 20. Juli 1998 in Feldkirch[2]
- Diskus: 57,28 Meter am 23. Juli 2000 in Freilassing

## Politik
2019 wurde Erwin Pirklbauer für die Liste Menschen in Asten in den Gemeinderat von Asten gewählt.